# Batilly (Meurthe-et-Moselle)
Pour les articles homonymes, voir Batilly.
Batilly est une commune française située dans le département de Meurthe-et-Moselle en région Grand Est.

## Géographie
Batilly regroupe Batilly ainsi que les quartiers Beau Séjour et Paradis.
|           | Moineville | Sainte-Marie-aux-Chênes Moselle |
|           | Batilly    | Saint-Ail                       |
| Jouaville |            |                                 |

### Hydrographie

#### Réseau hydrographique
La commune est dans le bassin versant du Rhin au sein du bassin Rhin-Meuse. Elle est drainée par le ruisseau de l'Abreuvaux et le ruisseau de Ste-Marie,.

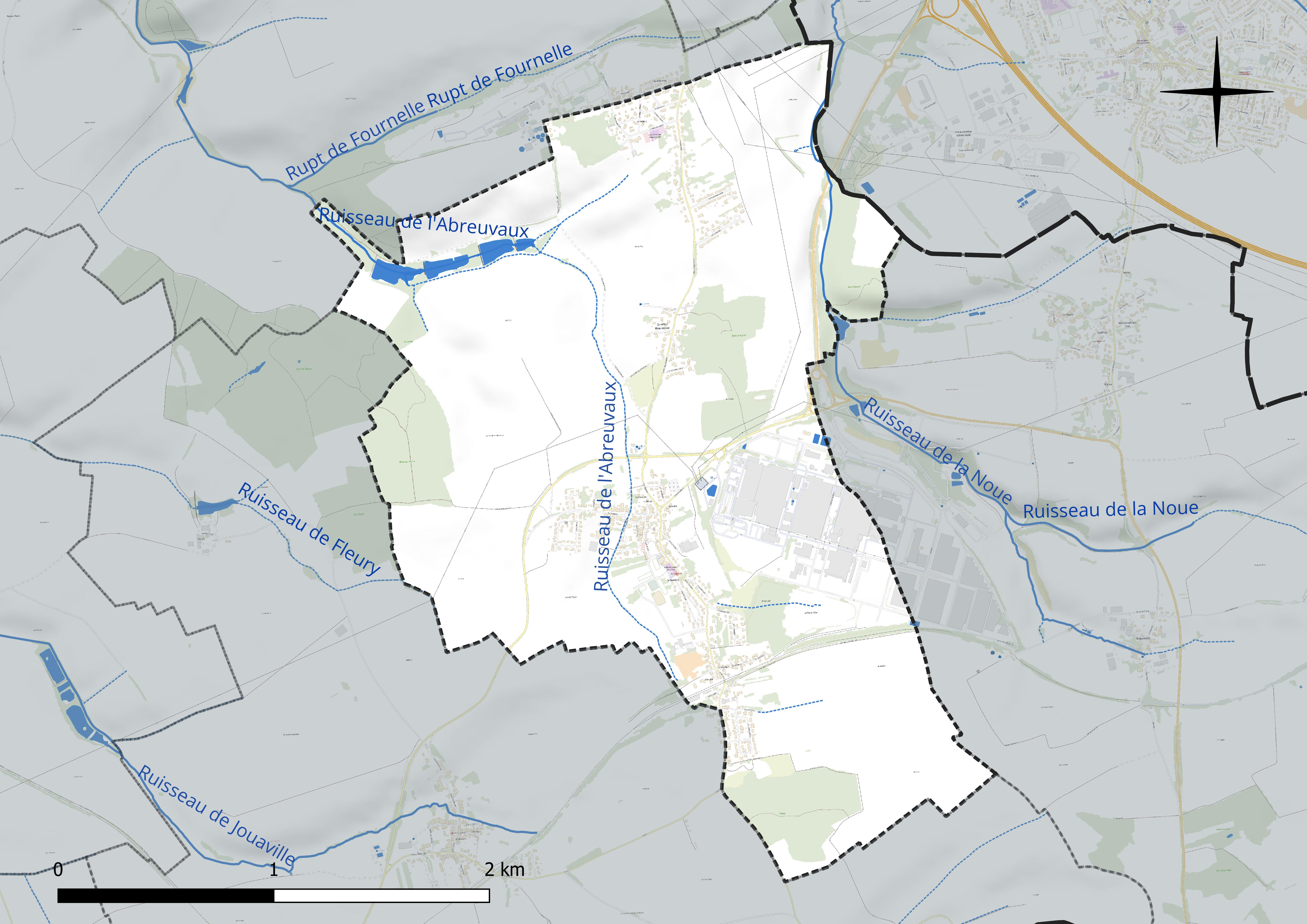
Réseau hydrographique de Batilly.

#### Gestion et qualité des eaux
Le territoire communal est couvert par le schéma d'aménagement et de gestion des eaux (SAGE) « Bassin ferrifère ». Ce document de planification concerne le périmètre des anciennes galeries des mines de fer, des aquifères et des bassins versants hydrographiques associés qui s’étend sur 2 418 km2. Les bassins versants concernés sont celui de la Chiers en amont de la confluence avec l'Othain, et ses affluents (la Crusnes, la Pienne, l'Othain), celui de l'Orne et ses affluents et celui de la Fensch, le Veymerange, la Kiesel et les parties françaises du bassin versant de l'Alzette et de ses affluents (Kaylbach, ruisseau de Volmerange). Il a été approuvé le 27 mars 2015. La structure porteuse de l'élaboration et de la mise en œuvre est la région Grand Est. 
La qualité des cours d’eau peut être consultée sur un site dédié géré par les agences de l’eau et l’Agence française pour la biodiversité. 

### Climat
Pour des articles plus généraux, voir Climat du Grand Est et Climat de Meurthe-et-Moselle.
En 2010, le climat de la commune est de type climat de montagne, selon une étude du Centre national de la recherche scientifique s'appuyant sur une série de données couvrant la période 1971-2000. En 2020, Météo-France publie une typologie des climats de la France métropolitaine dans laquelle la commune est exposée à un climat semi-continental et est dans la région climatique  Lorraine, plateau de Langres, Morvan, caractérisée par un hiver rude (1,5 °C), des vents modérés et des brouillards fréquents en automne et hiver. 
Pour la période 1971-2000, la température annuelle moyenne est de 9,4 °C, avec une amplitude thermique annuelle de 16,7 °C. Le cumul annuel moyen de précipitations est de 809 mm, avec 12,6 jours de précipitations en janvier et 9,2 jours en juillet. Pour la période 1991-2020, la température moyenne annuelle observée sur la station météorologique de Météo-France la plus proche, « Doncourt-lès-Conflans », sur la commune de Doncourt-lès-Conflans à 4 km à vol d'oiseau, est de 10,7 °C et le cumul annuel moyen de précipitations est de 710,3 mm. 
La température maximale relevée sur cette station est de 40,9 °C, atteinte le 25 juillet 2019 ; la température minimale est de −16,5 °C, atteinte le 26 décembre 2010,,. 
Les paramètres climatiques de la commune ont été estimés pour le milieu du siècle (2041-2070) selon différents scénarios d'émission de gaz à effet de serre à partir des nouvelles projections climatiques de référence DRIAS-2020. Ils sont consultables sur un site dédié publié par Météo-France en novembre 2022.

## Urbanisme

### Typologie
Au 1er janvier 2024, Batilly est catégorisée commune rurale à habitat dispersé, selon la nouvelle grille communale de densité à sept niveaux définie par l'Insee en 2022.
Elle est située hors unité urbaine. Par ailleurs la commune fait partie de l'aire d'attraction de Metz, dont elle est une commune de la couronne,. Cette aire, qui regroupe 245 communes, est catégorisée dans les aires de 200 000 à moins de 700 000 habitants,.

### Occupation des sols
L'occupation des sols de la commune, telle qu'elle ressort de la base de données européenne d’occupation biophysique des sols Corine Land Cover (CLC), est marquée par l'importance des territoires agricoles (69,2 % en 2018), en diminution par rapport à 1990 (71,3 %). La répartition détaillée en 2018 est la suivante : 
terres arables (65,4 %), zones industrielles ou commerciales et réseaux de communication (10,5 %), zones urbanisées (10,4 %), forêts (9,9 %), prairies (3,7 %). L'évolution de l’occupation des sols de la commune et de ses infrastructures peut être observée sur les différentes représentations cartographiques du territoire : la carte de Cassini (XVIIIe siècle), la carte d'état-major (1820-1866) et les cartes ou photos aériennes de l'IGN pour la période actuelle (1950 à aujourd'hui).

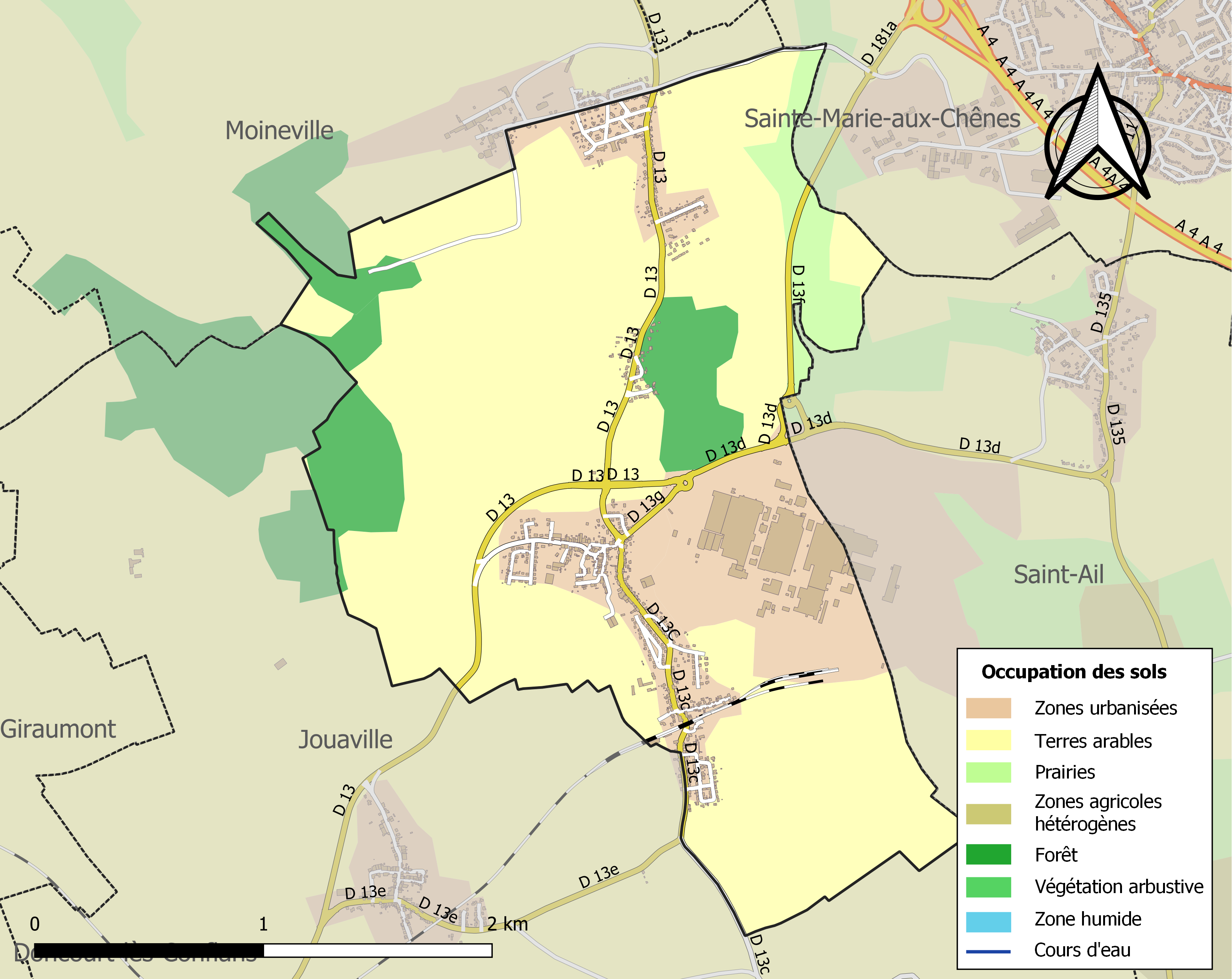
Carte des infrastructures et de l'occupation des sols de la commune en 2018 (CLC).

## Toponymie
Au XVIIIe siècle, la commune se nommait Battilly au moment de l'établissement de la carte de Cassini.

## Histoire
- Seigneurie au XVIIe siècle du chevalier Guillaume de Gourcy.
- En 1817, Batilly, village de l'ancienne province du Barrois. À cette époque il y avait 202 habitants répartis dans 47 maisons.
- Cette commune fut un village-frontière avec l'Allemagne entre 1871 et 1914.

## Population et société

### Démographie
L'évolution du nombre d'habitants est connue à travers les recensements de la population effectués dans la commune depuis 1793. Pour les communes de moins de 10 000 habitants, une enquête de recensement portant sur toute la population est réalisée tous les cinq ans, les populations de référence des années intermédiaires étant quant à elles estimées par interpolation ou extrapolation. Pour la commune, le premier recensement exhaustif entrant dans le cadre du nouveau dispositif a été réalisé en 2006.

En 2022, la commune comptait 1 315 habitants, en évolution de +4,28 % par rapport à 2016 (Meurthe-et-Moselle : −0,13 %, France hors Mayotte : +2,11 %).
| 1793 | 1800 | 1806 | 1821 | 1836 | 1841 | 1861 | 1866 | 1872 |
| ---- | ---- | ---- | ---- | ---- | ---- | ---- | ---- | ---- |
| 245  | 210  | 205  | 209  | 204  | 218  | 191  | 187  | 192  |

| 1876 | 1881 | 1886 | 1891 | 1896 | 1901 | 1906 | 1911 | 1921 |
| ---- | ---- | ---- | ---- | ---- | ---- | ---- | ---- | ---- |
| 370  | 379  | 396  | 373  | 361  | 336  | 377  | 426  | 300  |

| 1926 | 1931 | 1936 | 1946 | 1954 | 1962 | 1968  | 1975  | 1982  |
| ---- | ---- | ---- | ---- | ---- | ---- | ----- | ----- | ----- |
| 337  | 389  | 447  | 415  | 568  | 997  | 1 042 | 1 012 | 1 090 |

| 1990  | 1999  | 2006  | 2011  | 2016  | 2021  | 2022  | - | - |
| ----- | ----- | ----- | ----- | ----- | ----- | ----- | - | - |
| 1 096 | 1 130 | 1 297 | 1 252 | 1 261 | 1 300 | 1 315 | - | - |

## Économie
La plus importante entreprise de Batilly est une usine du Groupe Renault, la SOVAB (Société des Véhicules Automobiles de Batilly). On y fabrique les Renault Master, Nissan NV400 et Opel Movano.

## Culture locale et patrimoine

### Lieux et monuments

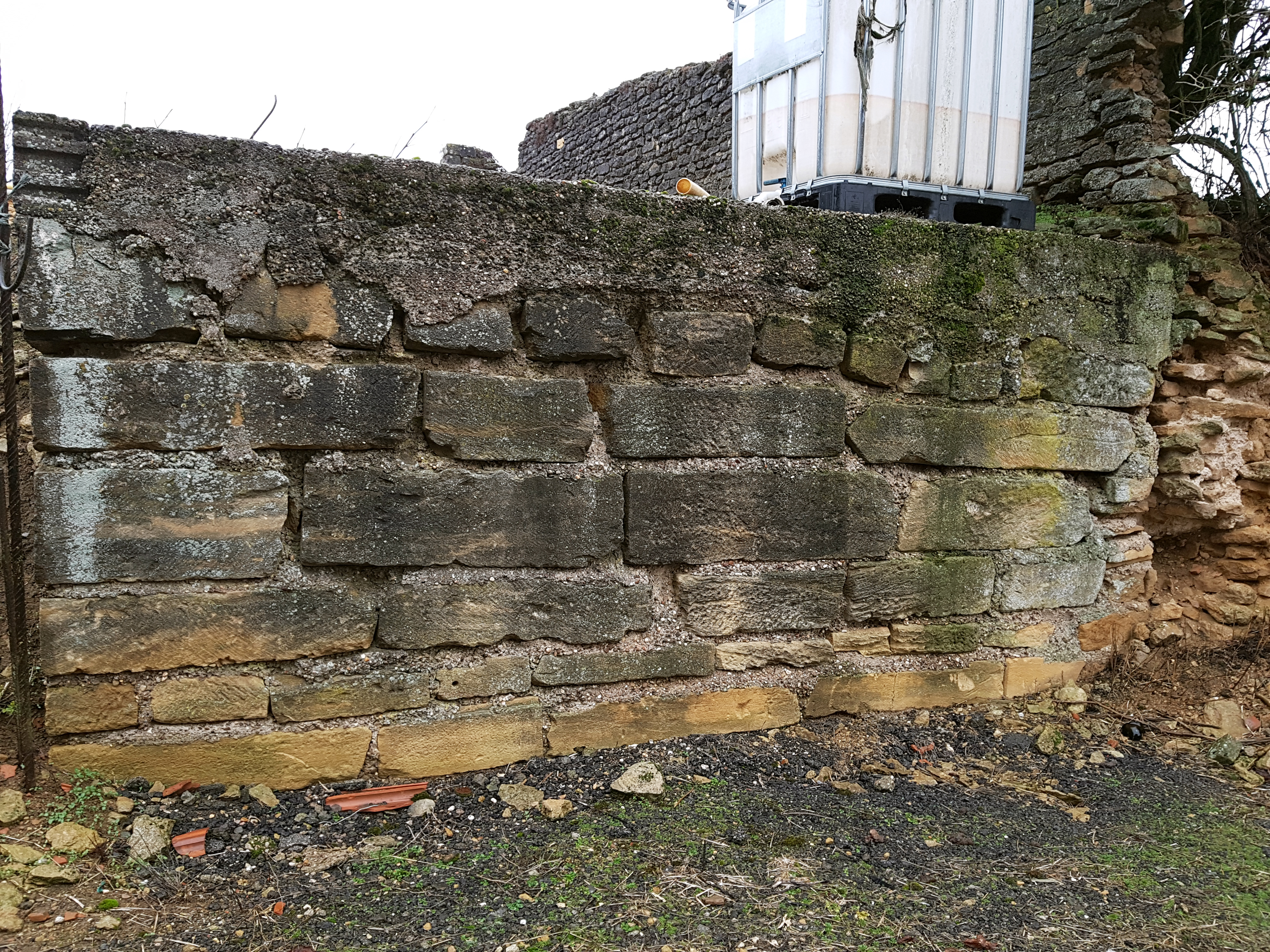
Vestiges du château-fort

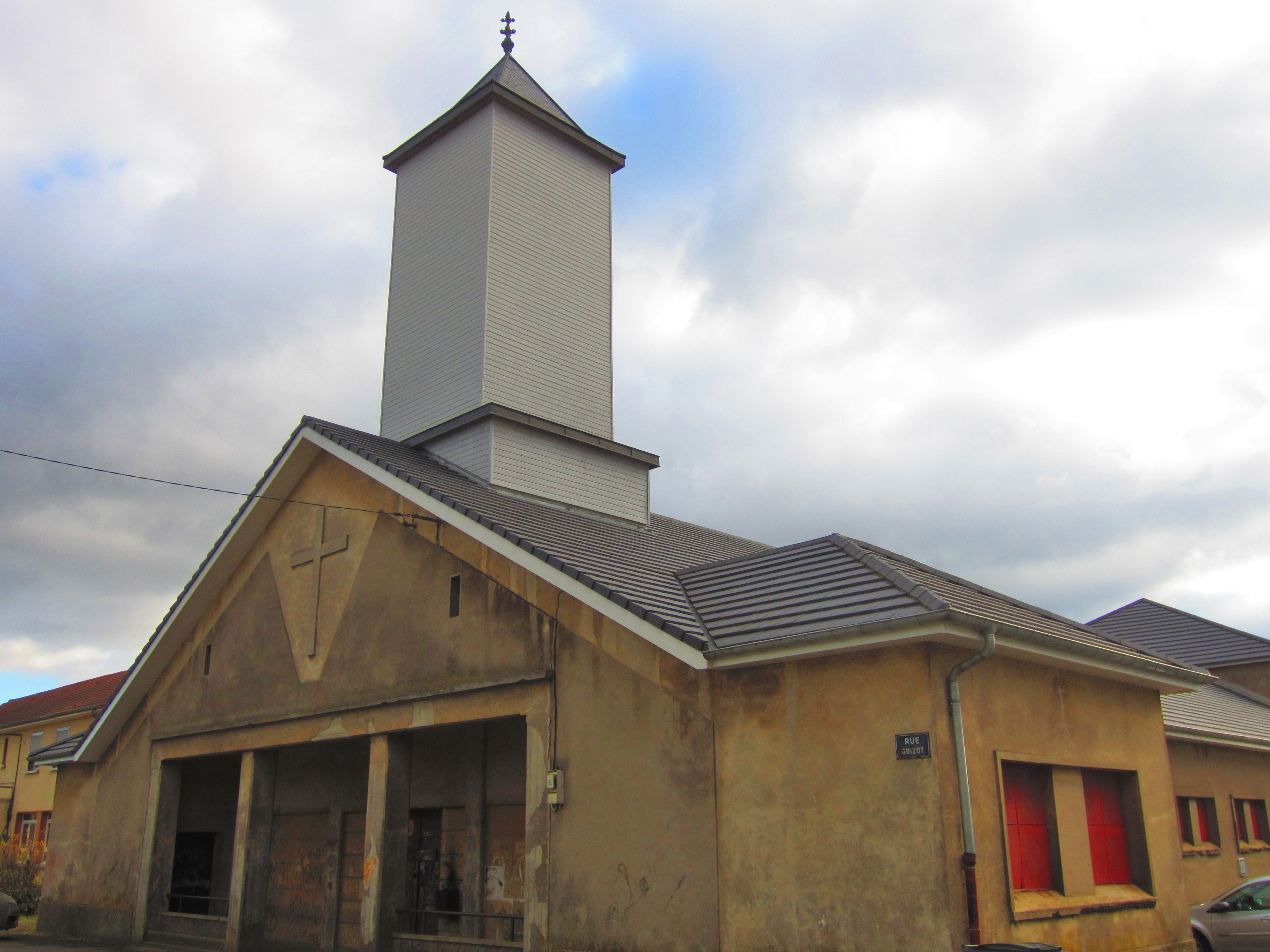
Chapelle au Quartier Paradis.

#### Édifices civils
- Présence gallo-romaine.
- Château fort, logis ancien XIVe siècle, XVe siècle, modifié au XIXe siècle, flanqué d'une tour à mâchicoulis carrée fortifiée avec restes d'enceinte fossoyée. Démoli au XXe siècle[22].

#### Édifices religieux
- Ancienne église paroissiale Saint-Pierre-Saint-Paul du XIVe siècle[réf. nécessaire], construite à proximité du château fort (peut-être l'ancienne chapelle castrale) puis détruite après 1897 quand la nouvelle église fut construite à son emplacement actuel. L'ossuaire avait été établi en 1673, date portée par une inscription remployée dans la nouvelle église, aux frais de François Ancel et de Jeanne Masson sa femme.
- Nouvelle église paroissiale Saint-Pierre-Saint-Paul, de l'ancienne église il ne subsiste que deux oculi et l'armoire eucharistique dans la sacristie gauche ; reconstruite de 1897 à 1898 (date portée 1898) par Louis Lanternier architecte à Gorze.
- Chapelle au Quartier Paradis XXe siècle aujourd'hui réaménagée. Elle est utilisée par l'association Crescendo, une école de musique[23].

### Personnalités liées à la commune
- Gustave Alfred Noiré (1867-1915),  militaire français, né à Batilly, ayant combattu durant la Première Guerre mondiale, chef de bataillon dans la Légion étrangère.
- Jean Morette (1911-2002), illustrateur et écrivain lorrain, a passé une partie de son enfance ainsi que sa retraite dans la commune où il fut inhumé[24].

### Héraldique
| Blason de Batilly | Blason  | Mi parti d'azur semé de croix recroisetées au pied fiché d'or à deux bars adossés de même, et d'argent à la fasce de gueules chargée d'une cotice contre brétessée d'argent et accompagnée en chef d'une charrue antique de sable et en pointe de deux pics de sable en sautoir. |
| Blason de Batilly | Détails | Le blason a été créé par l'illustrateur Jean Morette. Le statut officiel du blason reste à déterminer. |